# Бутлегеры (фильм)
«Бутлегеры» (англ. The Bootleggers) — немая черно-белая драма 1922 года. Экранизация бродвейской пьесы.

## Сюжет
Хосе Фернан, главарь банды бутлегеров, имеет виды на продавщицу Хелен Барнс. С помощью авантюристки Олив Вудс он уговаривает Хелен и её сестру отправиться вместе с ним поплавать на яхте. Когда яхта выходит в море, Фернан уединяется с Хелен и начинает приставать к девушке. Она пытается добраться до рации и сообщить о его домогательствах, но тут начинается шторм и яхта терпит бедствие. Хелен едва успевает передать сигнал SOS.
На помощь девушке спешит её возлюбленный, летчик Джек Севилль, а тем временем шторм выбрасывает Фернана и сестер на заброшенный остров, где девушек берет под защиту местный отшельник. Вскоре на острове высаживается Джек и в драке одерживает верх над Фернаном. Затем всю компанию подбирает проплывающий мимо лайнер.

## В ролях
- Уолтер Миллер — Джек Севилль
- Пол Панцер — Хосе Фернан
- Норма Ширер — Хелен Барнс
- Хэзел Флинт — Олив Вудс